# Amblar
Amblar är en ort och frazione i kommunen Amblar-Don i provinsen Trento i regionen Trentino-Sydtyrolen i Italien. 
Amblar upphörde som kommun den 1 januari 2016 och bildade med den tidigare kommunen Don den nya kommunen Amblar-Don. Den tidigare kommunen hade 247 invånare (2015).